# Juntos el corazón nunca se equivoca
Juntos el corazón nunca se equivoca è una serie televisiva messicana prodotta da Juan Osorio per Televisa che è stata presentata in anteprima su Las Estrellas il 23 giugno 2019 e si è conclusa il 26 luglio 2019. La serie è interpretata da Emilio Osorio e Joaquín Bondoni. È uno spin-off della telenovela Mi marido tiene familia.
La serie è incentrata sulla storia d'amore tra Aristóteles e Temo, che lasciano Oaxaca per iniziare una nuova vita insieme a Città del Messico.

## Trama
Aristóteles e Temo si trasferiscono a Città del Messico per iniziare i loro studi universitari. Aristóteles è pronto per iniziare la sua carriera musicale e gli studi di comunicazione, e trovare il tempo per essere un influencer ed avere una relazione. Temo vuole essere un politico nonostante i pregiudizi che potrebbe dover affrontare. Il loro amore sarà messo alla prova quando faranno nuove amicizie e supereranno le sfide nella società messicana per gli omosessuali.

## Interpreti e personaggi
- Leticia Calderón è Elsa Reynoso, insegnante all'università e lavora come consulente nella campagna di Ubaldo Ortega. È separata dal marito Olegario Cervantes ed è la madre di Andrés, che è deceduto, e di Carlota, con la quale ha un pessimo rapporto.[6][7]
- Sergio Sendel è Ubaldo Ortega, candidato a sindaco di Città del Messico. È il marito di Soledad e il padre di Diego. È disposto a fare qualsiasi cosa per raggiungere i suoi obiettivi, essendo un esperto nella manipolazione di altre persone.[6][7]
- Laura Flores è Soledad Elizalde, una donna sottomessa e abnegata ai desideri del marito, Ubaldo Ortega. È una scultrice e ha dedicato la maggior parte della sua vita alla sua casa. È la madre di Diego.[8]
- Víctor González è Olegario Cervantes, che si considera una persona rivoluzionaria e liberale. È padre di Andrés e Carlota e si è separato dalla moglie Elsa. Olegario si sente invaso dal senso di colpa di aver lasciato la sua famiglia ed è disposto a riconquistarli.[9]
- Helena Rojo è Dora Ortega, una donna con un carattere forte che ha assunto il compito di prendersi cura di sua sorella Nora. Dora pensa che sia stato a causa sua che la sua famiglia è crollata. Dora amministra il condominio dove abitano Polita, Aristóteles e Cuauhtémoc.[6][7]
- Gabriela Platas è Amapola "Polita" Casteñeda, la madre di Aristóteles. Attualmente è pronta a vivere una nuova avventura con il suo fidanzato Eduardo come donna professionista in un mondo dominato dagli uomini.
- Nuria Bages è Nora Ortega, una donna che amministra con la sorella Dora un condominio nel quartiere rom, di proprietà del fratello Ubaldo. È una donna di buoni sentimenti, anche se la maggior parte di questi sono tenuti nascosti a causa della natura forte e controllante di sua sorella Dora.[6][7]
- Ale Müller è Carlota Cervantes, sta studiando una carriera nella comunicazione. Carlota ha sofferto molto per il suicidio di suo fratello Andrés e pensa che Elsa, sua madre, sia la principale colpevole, anche se è sicura che Ubaldo Ortega abbia qualcosa a che fare con questo.[6]
- Laura Vignatti è Daniela Córcega
- Nikolás Caballero è Diego Ortega, figlio di Ubaldo Ortega e Soledad Elizalde. Ha deciso di allontanarsi da tutto ciò che i suoi genitori avevano programmato per lui perché non voleva intraprendere la carriera politica e decise di concentrarsi invece sul mondo dello spettacolo.[6]
- Eduardo Barquin è Mateo, sta studiando una laurea in scienze politiche presso una delle più prestigiose università di Città del Messico. È ebreo e ha sempre creduto che il suo status socioeconomico lo rendesse diverso dalle altre persone.
- Santiago Zenteno è Eduardo
- Sian Chiong è Thiago
- Emiliano Vázquez è Julio López Treviño
- Alisson Coronado è Ana Lupe "Lupita" López Treviño
- Bruno Santamaría è Andrés Cervantes
- Arath de la Torre è Francisco "Pancho" López, un uomo moderno e peculiare con un senso speciale di vedere la vita. È il padre di Temo.[7]
- Emilio Osorio è Aristóteles Córcega. È pronto per iniziare la sua carriera nel mondo della musica e universitario a Città del Messico per studiare una laurea in comunicazione con il suo fidanzato Cuauhtémoc López. Si è posizionato come influencer sui social media.
- Joaquín Bondoni è Cuauhtémoc "Temo" López. Vuole diventare un politico e studiare a Città del Messico. Nonostante sia un uomo omosessuale in un mondo politico che tende a dare valore all'eteronormatività, può ottenere ciò che propone.
- Silvia Pinal è Imelda Sierra de Córcega

## Produzione
Dopo il completamento di Mi marido tiene familia, Juan Osorio ha annunciato che avrebbe prodotto uno spin-off con i personaggi di Aristóteles e Temo come protagonisti. Le riprese della serie sono iniziate il 6 aprile 2019. La serie sarà composta da 20 episodi. Il 7 maggio 2019, Univision ha rivelato attraverso il suo anticipo per la stagione televisiva 2019-20 che il titolo della serie sarebbe stato El corazón nunca se equivoca.

## Episodi
| Stagione       | Episodi | Prima TV originale | Prima TV Italia |
| -------------- | ------- | ------------------ | --------------- |
| Stagione unica | 26      | 2019               | Inedita         |

## Riconoscimenti
- 2020 - GLAAD Media Award[19][20]
  - Outstanding Scripted Television Series (Spanish-Language)
- 2020 - TVyNovelas Awards[21][22]
  - Nomination Miglior antagonista a Sergio Sendel
- 2020 - TVyNovelas Awards: Los Favoritos del Público
  - The Most Beautiful Woman
  - The Most Handsome Villain
  - Favorite Couple
  - The Most Delicious Kiss
  - Slap of the Year
  - Miglior finale
  - Miglior cast
  - Nomination The Most Handsome Senior a Sergio Sendel